# 伊斯頓 (馬里蘭州)
伊斯頓（英語：Easton）是美國馬里蘭州塔爾博特縣的縣治。根據2010年人口普查，本城共有人口15,945 人。

## 地理

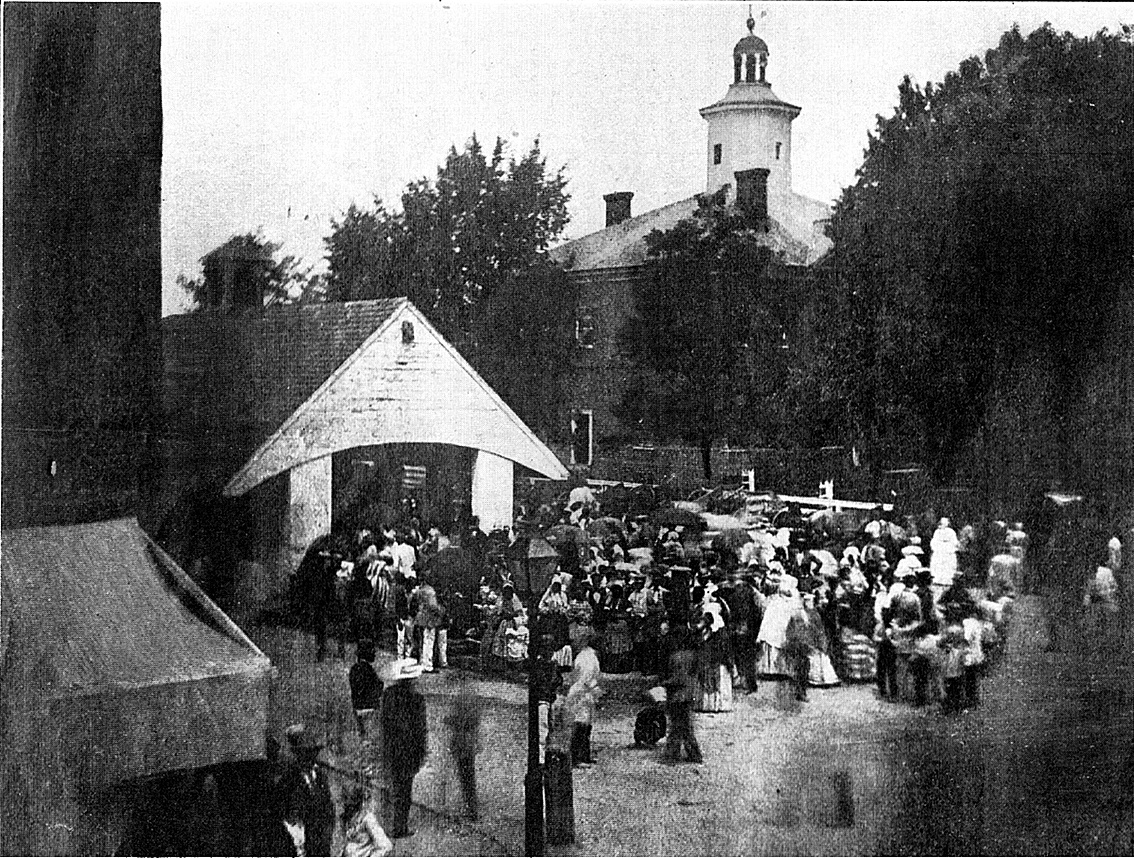
19世紀中期的伊斯頓城鎮廣場市場大樓

伊斯頓的座標為38°46′18″N 76°4′14″W。根據2000年人口普查，本城面積為10.67平方英里（27.64平方），其中10.56平方英里（27.35平方）為陸地，0.11平方英里（0.28平方）為水域。

## 人口
根據2010年人口普查，伊斯頓擁有15,945居民、6,711住戶和4,079家庭。其人口密度為每平方英里1509.9居民（每平方公里583居民）。本城擁有7,405間房屋单位，其密度為每平方英里701.2間（每平方公里270.7間）。而人口是由73.1%白人、17.2%黑人、0.2%土著、2.1%亞洲人、0.1%太平洋岛民、5.1%其他種族和2.3%混血构成。而西班牙裔或拉丁美洲人佔了人口9.8%。